# Султанов, Раин Аладдин оглы
Раин Аладдин оглы Султанов (азерб. Rain Ələddin oğlu Sultanov; 29 апреля 1965, Баку) — азербайджанский джазмен. 
Заслуженный артист Азербайджана (2006).

## Биография
Раин Султанов родился 29 апреля 1965 года в Баку. Его братья Рауф и Рамин также являются музыкантами. По совету братьев в возрасте 14 лет Раин поступил в музыкальную школу по классу кларнет. С этим периодом связан интерес Раина к джазовой музыке, и в первую очередь к творчеству группы «Weather Report» и Майлза Дэвиса. С 16 лет Султанов осваивает саксофон. В армии он четыре года играл в военном оркестре.
Продолжив музыкальное образование в Бакинском музыкальном училище им. А. Зейналлы, в 1985 году Раин Султанов занял первое место в республиканском конкурсе среди училищ. Он исполнял произведения Чайковского, Моцарта, Вебера и другие. В то же время Раин начал исполнять джазовые композиции, и был приглашен на работу в группу «Ашуги» Полада Бюльбюль оглы, которая экспериментировала также и с джазовой музыкой.
В 1988 году по приглашению Рашида Бейбутова Раин начал работать в Азербайджанском государственном театре песни, исполняя композиции Чарли Паркера и Майкла Брекера. В том же году поступил в Азербайджанскую государственную консерваторию.
В 1989 году был приглашён в Азербайджанский государственный оркестр «Гая». Музыкальным руководителем оркестра был Тофик Шабанов, по приглашению которого Раин работал солистом и заявил о себе не только как прекрасный импровизатор, но и как талантливый аранжировщик.
В 1992 году Раин был приглашён в качестве солиста эстрадно-симфонического оркестра Азербайджанского государственного телерадио под управлением Фаика Суджаддинова. В этот период Раин выступал с джазовыми программами и сольными концертами.
В 1992—94 годах Раин играл в различных джаз—клубах и концертных салонах Турции и Москвы. В 1995 году сочинил свои первые композиции под названием «Jokers dance» и «Day off».

## Творчество
В 1996—97 годах Раин принял участие в джаз-фестивалях в Германии. Будучи в Германии он сочинил такие композиции как «Last moment», «Crazy world» и другие.
Вернувшись на родину, он решил создать группу «Синдикат», в состав которой вошли старший брат Раина Рауф Султанов (бас гитара), Эльдар Рзакули-заде (пианино), Гамидулла Гафари (гитара) и Вагиф Алиев (ударные инструменты). 14 и 15 июля 1997 года состоялись первые сольные концерты группы «Синдикат» под названием «Last moment». Своими оригинальными композициями группа за короткий срок завоевала успех среди слушателей.
В 1997—98 годах Раин Султанов выступал со "standarts" композициями Джона Колтрейнa и Майлза Дэвиса во многих джаз-клубах Баку и Германии. В 1998 году группа «Синдикат», получив приглашение на международный джаз-фестиваль в Новосибирске, выступила на джемсейшн с такими известными джазменами как Кёртис Фуллер (тромбон), Адам Роджерс (гитара), Донни МакКаслин (саксофон) и другие.
В январе 1999 года уже ставшая популярной группа выпустила первый компакт-диск под названием «Last moment». Спустя некоторое время, Раин, решив показать композиторскую работу и мастерство игры в ином направлении, выпустил сольный альбом «Мугам — Мегам». Альбом имел большой успех как в Азербайджане, так и за границей. Композиции из этого альбома вошли в десятку лучших на радиостанциях Баку, стали любимыми для слушателей волны «Русское радио» в Израиле.
В 2008 году Раин Султанов завершил работу над альбомом «Рассказ о моей земле», над которым работал на протяжении двух лет. Раин назвал  этот проект альбомом-книжкой, поскольку приложение к альбому состоит из сорока страниц с фотографиями. Альбом состоит из двух дисков общей длительностью три часа. Первый диск —  музыкальный, на втором — 17-минутный фильм, который снимали азербайджанские и турецкие режиссёры. В первой части альбома представлено интервью с Р. Султановым, во второй — звучит музыка джазмена на фоне фотографий, помещенных в диске. На фотографиях изображены дети, старики, в основном беженцы. Третья часть — мини-клип, основной лейтмотив которого — война и ужасы, которые она с собой несёт.
Раином Султановым вложен бесценный вклад в развитие джазовой музыки Азербайджана. Он стал автором двух книг «Антология джаза в Азербайджане» (2004) и «История азербайджанского джаза» (2015), в которых проведён анализ исторического пути развития джаза в Азербайджане от истоков до современности. Презентацией книги Раина Султанова «История азербайджанского джаза» представительством ЮНЕСКО в Азербайджане был отмечен Всемирный День Джаза в Баку.
В 2014 году Раином Султановым создан международный проект «Voice of Karabakh», объединивший этническую азербайджанскую, джазовую и классическую музыку, который стал музыкальным протестом всем войнам, насилию и агрессии. С данным проектом Султанов выступил на сценах Центра Гейдара Алиева, а также в Москве в дни, посвящённые Ходжалинской трагедии. Проект записан в норвежской звукозаписывающей студии «Rainbow».
Выступал с концертами в странах Европы, Азии и Америки.
В феврале 2024 года выступил с серией концертов в Осло (Норвегия) в поддержку зелёного мира в дуэте с пианистом Тордом Густавсеном. В гала-концерте приняли участие норвежские джазовые музыканты Арильд Андерсен, Бендик Хофсет и другие.
В октябре 2024 года с группой «Синдикат» выступил на третьем дне «Baku Jazz festival 2024». В составе группы играли трубач Карлос Сардуй (Куба), бас гитарист Линли Март (Франция), барабанщик Иоанн Шмидт (Франция), пианисты Джаваншир Абдуллалы и Ниджат Кулиев.
Является основателем и арт-директором «Baku Jazz festival».
Является музыкантом немецкого лейбла «Ozalla Music». Лейбл выпустил несколько его компакт-дисков и четыре виниловых альбома.
Готовится к изданию композиция «Синий кит».

## Дискография
В составе группы «Синдикат»
- «Last moment» (1999)

Сольно
- «Рассказ о моей земле» (2008)

## Книги
- «Антология джаза в Азербайджане» (2004)
- «История азербайджанского джаза» (2015)

## Музыка
- Rain Sultanov "Tale of My Land"
- Rain Sultanov "Foots Print"
- Rain Sultanov "Voice of Karabakh - Shusha"